# Ypthima triocellata
Ypthima triocellata är en fjärilsart som beskrevs av Embrik Strand 1909. Ypthima triocellata ingår i släktet Ypthima och familjen praktfjärilar. Inga underarter finns listade i Catalogue of Life.